# Deschampsia ligulata
Deschampsia ligulata là một loài thực vật có hoa trong họ Hòa thảo. Loài này được (Stapf) Henrard mô tả khoa học đầu tiên năm 1935.